# Saalmuellerana glebosa
Saalmuellerana glebosa är en fjärilsart som beskrevs av Saalmüller 1891. Saalmuellerana glebosa ingår i släktet Saalmuellerana och familjen nattflyn. Inga underarter finns listade.